# Nestorianische Stele

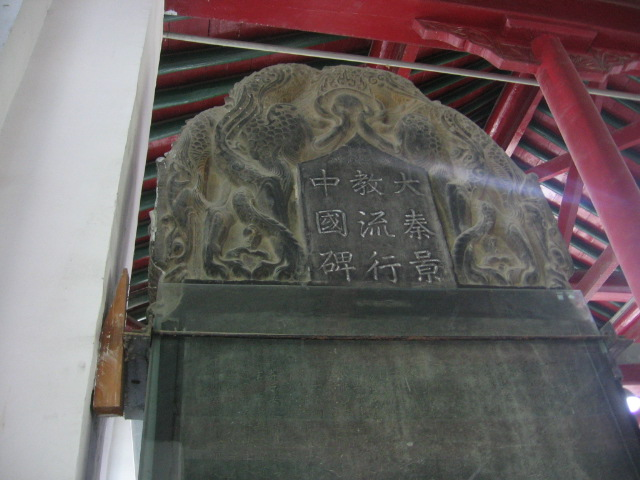
Detail der Stele (im Museum Stelenwald von Xi’an)

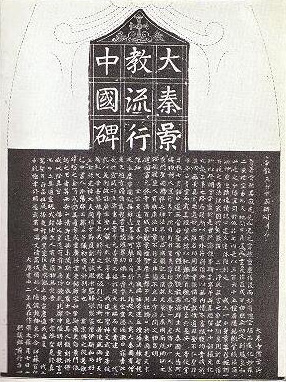

Die sogenannte Nestorianische Stele (chinesisch 大秦景教流行中国碑 / 大秦景教流行中國碑, Pinyin Dàqín Jǐngjiào liúxíng Zhōngguó bēi – „Stele zur Verbreitung der Religion des Lichts aus Daqin in China“), nach einer alten Bezeichnung für den Ort Xi’an in der Provinz Shaanxi auch Stele von Sianfu genannt, ist eine 781 zur Zeit der Tang-Dynastie errichtete Stele.

## Beschreibung
Die Stele trägt eine Inschrift, die im Namen der Assyrischen Kirche des Ostens, der sogenannten Nestorianischen Kirche, verfasst ist. Sie gedenkt der Ankunft der ersten Missionare in China etwa anderthalb Jahrhunderte zuvor. Dabei handelte es sich anscheinend vor allem um christliche Perser, die aus dem untergehenden Sassanidenreich im Osten Zuflucht vor den muslimischen Arabern suchten (siehe Peroz von Persien).
Der Text der fast drei Meter hohen und knapp einen Meter breiten Kalksteinplatte dokumentiert die Verbreitung christlicher Gemeinschaften in verschiedenen Orten Nordchinas und zeigt, dass die Kirche im Jahr 635 anfänglich die Anerkennung durch den Tang-Kaiser Taizong erhalten hatte.
Oben auf dem Stein steht in neun Schriftzeichen: „Stele zur Verbreitung der Religion des Lichts von Daqin in China“ (die Kirche bezeichnete sich selbst als „Religion des Lichts aus Daqin“), wobei Daqin bereits seit der Han-Zeit ein chinesischer Begriff für das Römische Reich ist.
Sie wurde 781 in der Hauptstadt Chang’an aufgestellt (dem heutigen Xi’an) oder im nahen Zhouzhi (früher 盩厔 geschrieben). Der Kalligraf war Lü Xiuyan (呂秀巖) und der Text wurde von dem nestorianischen Mönch Jingjing (景淨) verfasst, im Vier- und Sechs-Schriftzeichen-Pianti-Stil (insgesamt 1.756 chinesische Schriftzeichen) und einige Zeilen in syrischer Schrift (70 Wörter).
An der Spitze der Tafel befindet sich ein Kreuz. Gott wird als „Wahre Majestät“ (真主) bezeichnet. Der Text spricht von der Erschaffung der Welt, vom Kreuz und von der Taufe. Er zollt auch den Missionaren und Gönnern der Kirche Tribut, von denen bekannt ist, dass sie 640 in China angekommen sind. Ein Register enthält Namen christlicher Priester, von denen viele persischer Abstammung sind.
Die Stele wurde in der späten Ming-Dynastie (1625) am Chongren-Tempel (崇仁寺) ausgegraben, wo sie für einige Jahrhunderte untergebracht war.

## Textausschnitt
„大秦國有上德。曰阿羅本。占青雲而載真經。

望風律以馳艱險。貞觀九祀至於長安

帝使宰臣房公玄齡總仗西郊賓迎入內。翻經書殿。

問道禁闈。深知正真。特令傳授。“

(Quelle: wikisource 大秦景教流行中国碑)
Cum grano salis übersetzt mit:
„Es gab in Syrien einen Bischof namens Alopen […] Er ritt durch Not und Gefahr und kam im neunten Jahr nach Cheng-Kuans in Chang'an an. […] Der Kaiser empfing ihn als Gast im Palast. Die Heilige Schrift wurde in der kaiserlichen Bibliothek übersetzt und ihre Lehre vom Kaiser selbst geprüft. Da der Kaiser voll erkannte, dass sie recht und wahr war, befahl er ausdrücklich ihre Verbreitung.“

## Rezeption
Erste Berichte über die Stele kamen in den Westen vom Jesuitenmissionar Álvaro Semedo. Der Text wurde erstmals von Athanasius Kircher mithilfe von Michael Boym übersetzt und publiziert. Zahlreiche Forscher haben sich seitdem mit ihr beschäftigt, darunter Alexander Wylie, Arthur Christopher Moule, P. Y. Saeki und Paul Pelliot.

## Stelenwald
Die Stele ist heute im Museum Stelenwald von Xi’an, einem Museum in der Stadt Xi’an ausgestellt. Ein Faksimile der Stele befindet sich öffentlich zugänglich im ersten Stock des Hauptgebäudes der Päpstlichen Universität Gregoriana in Rom.

## Literatur (Auswahl)

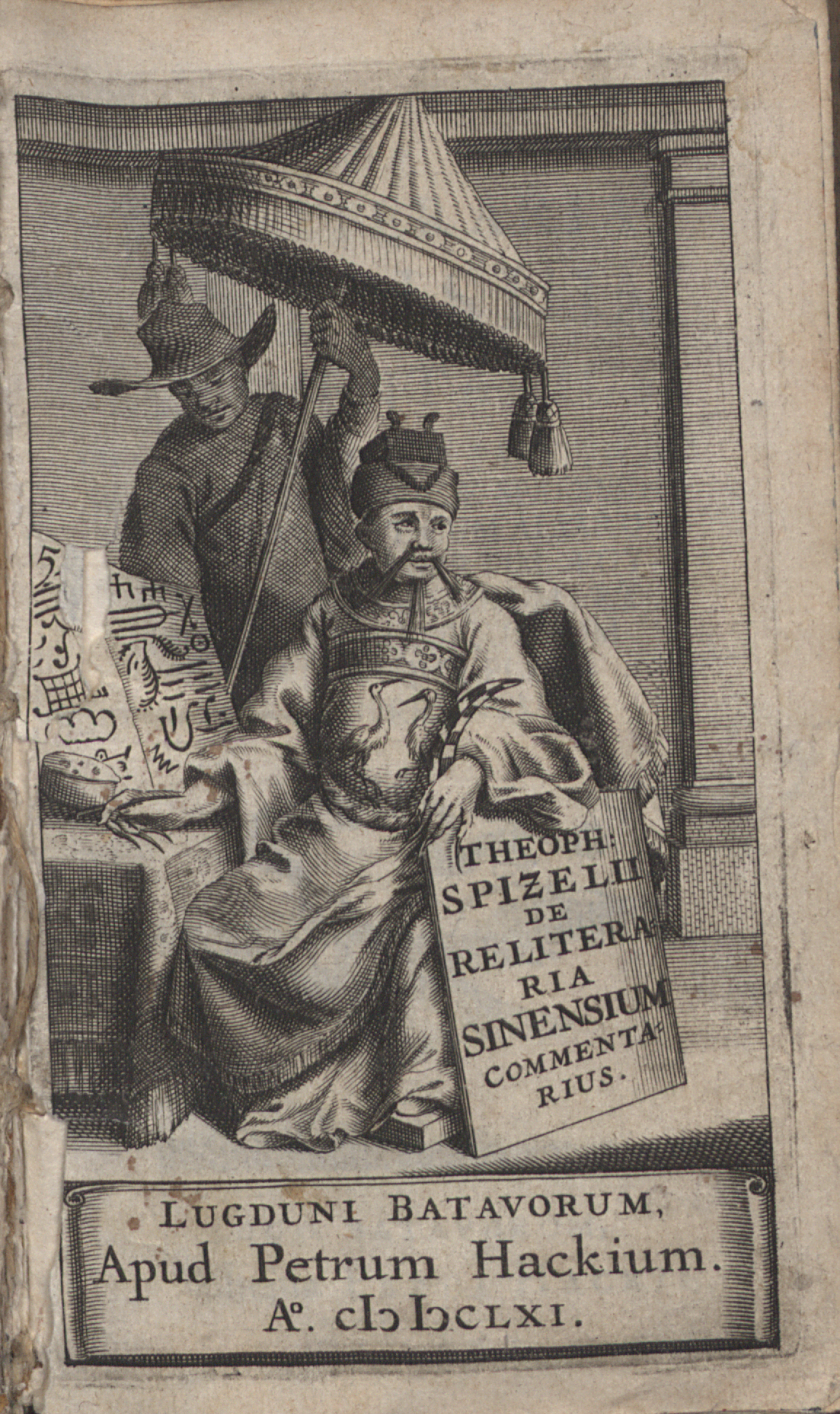
Theophil Gottlieb Spitzel, De re literaria Sinensium commentarius, 1660